# 坂本梨紗
坂本 梨紗（さかもと りさ、1989年12月16日 - ）はミックスゾーン所属のフリーアナウンサー。

## 来歴
岐阜県出身。中学生時代、放送部で部長を担当しておりマイクの前で喋ることが魅力的でアナウンサーが憧れではあったが、母が看護師であった事もあり、喋りの仕事を職業にしようと考慮せず、正看護師職を目指した。埼玉県立常盤高等学校看護専攻科卒業。正看護師の資格取得後、埼玉県内の総合病院に看護師として2年間勤務し、看護の基礎を学ぶ。その後、特別養護老人ホームや美容クリニックでの看護業務を経験。
2014年11月に看護師職を退職。2015年1月から3月に行われた、「ニッポン放送 プロフェッショナルアナウンスセミナー」への参加を切っ掛けに声の仕事の道を志して、終了後、アナウンスセミナーを運営する、ニッポン放送の子会社である、エル・ファクトリーに所属し活動を開始。
2015年10月2日、ニッポン放送の情報バラエティ番組『垣花正 あなたとハッピー!』の商店街リポーターとしてリポーターデビュー。以後、主にニッポン放送の番組を中心に出演。所属会社が制作してる番組、イベントの司会業務などを担当している。
2021年8月13日、YouTubeチャンネル「ナースりさらんの映画処方箋」を開設（2024年4月3日まで）。2024年4月12日より、上柳昌彦と新たに「上柳昌彦と坂本梨紗のおしゃべりぞーん」を配信開始。

## 出演番組

### 現在

#### ラジオ
以下、ニッポン放送の番組
- 中外製薬プレゼンツ 坂本梨紗のヘルシー・メルシー!（2019年4月7日 - ） -  パーソナリティ
- 三菱電機プレゼンツ 鈴木亮平 Going Up（2018年4月7日 - ） - サブパーソナリティ
- ニッポン放送ショウアップナイター（2021年3月30日 - ） - 火曜スタジオ担当
  - ショウアップナイタープレイボール（2019年度（木曜）、2020年度（水曜））
  - ショウアップナイターハイライト（2019年度（木曜）、2020年度（水曜））

### 過去

#### ラジオ
以下全てニッポン放送
- 垣花正 あなたとハッピー!（2015年10月2日 - 2018年3月30日（金曜）、2018年4月2日 - 9月28日（平日））- 商店街リポーター、代理アシスタント（2015年11月24日・26日、2016年5月24日・26日、11月22日・24日、2017年5月16日・18日、2018年11月19日 - 21日、2018年12月21日、2019年1月24日・25日） 
  - 栗原心平ハッピークッキング（2016年4月 - 9月5日） - アシスタント
- 今夜もオトパラ!内「ヤクルトPresents これホント? オトナの科学ラボ!」（2018年1月5日 - 3月23日） - 金曜担当
- We love music! 次の時代へ名曲を!「バトンソングス」プレイリスト（2019年3月26日） - アシスタント
- 松任谷正隆のオールナイトニッポンGOLD（2018年4月27日） - アシスタント
- 松任谷由実のオールナイトニッポンGOLD（2020年2月28日） - アシスタント
- MISIAのオールナイトニッポンGOLD（2020年11月23日） - アシスタント、パーソナリティを務める予定だったMISIAはケガの療養のため欠席し番組終盤に自宅からリモート出演。代理パーソナリティは清水ミチコが務めた。
- マイヒストリー in 25周年 東京イースト21（2015年9月17日） - アシスタント
- ラジオ・チャリティー・ミュージックソン （2015年12月24日 - 25日） - リポーター
- IPS コスメティックス presents コロッケのNEVER GIVE UP!（2015年10月6日 - 2018年12月25日、FM大阪） - アシスタント
- 有楽町930ステーション（2018年10月7日 - 2019年3月31日） - パーソナリティ
  - 有楽町コネクテッド・ラボ（2018年11月4日・11日・18日） - アシスタント
- ナイタースペシャル 坂本梨紗のサウンドコレクション（2019年6月26日） - パーソナリティ
- ニッポン放送開局65周年記念特別番組〜あなたとRock&Go!（2019年7月15日） - 第2、3部中継リポーター
- TIAT 東京国際空港ターミナルプレゼンツ 未来への翼2020（2019年12月29日） - 進行
- grape Award〜心に響くエッセイ2019（2019年12月30日） - 朗読
- Witch's Pouch presents 生見愛瑠のラジオはっぴーす★（2019年12月31日） - アシスタント
- 飯田浩司のOK! Cozy up!（2018年9月10日、2020年3月3日） - 代理アシスタント
- サタデーミュージックバトル 天野ひろゆき ルート930（2020年12月5日 - 2021年9月18日） - 「ルート930 ラジオdeディノス」パーソナリティ
- 伊集院光のタネ（2024年10月11日 - ） - パートナー（不定期）

### その他
- 映画「ハロウィン THE END」公開直前プレミア試写会（2023年4月10日） - 司会[4]

## 配信
- ナースりさらんの映画処方箋（2021年8月13日 - 2024年4月3日、YouTube）
- 上柳昌彦と坂本梨紗のおしゃべりぞーん（2024年4月12日 - 、YouTube） - 金曜日配信。上柳昌彦と共演[5]